# Amsterdamsche Football Club Ajax 1983-1984
Questa voce raccoglie le informazioni riguardanti l'Amsterdamsche Football Club Ajax nelle competizioni ufficiali della stagione 1983-1984.

## Stagione
In questa stagione compare per la prima volta nella rosa ufficiale il giovane Ronald Koeman. La squadra viene eliminata per la terza volta consecutiva al primo turno nelle competizioni europee: in Coppa dei Campioni sono i campioni greci dell'Olympiacos a qualificarsi (0-0 ad Amsterdam e 2-0 al Pireo). Il cammino è breve anche nella KNVB beker: l'Ajax viene eliminato agli ottavi dai rivali del Feyenoord, squadra nella quale si era appena trasferito Johan Cruijff. Proprio la squadra di Rotterdam vince l'Eredivisie, nonostante la sconfitta per 8-2 sul campo dell'Ajax nel 7º turno del campionato, nel quale i Lancieri finiscono terzi, mentre Marco van Basten è capocannoniere.

## Organigramma societario
Fonte
Area direttiva
- Presidente:  Ton Harmsen.

Area tecnica
- Allenatore:  Aad de Mos.

## Rosa
Fonte
| N. |                        | Ruolo | Calciatore       |
| -- | ---------------------- | ----- | ---------------- |
|    | Paesi Bassi (bandiera) | P     | Hans Galjé       |
|    | Paesi Bassi (bandiera) | P     | Stanley Menzo    |
|    | Paesi Bassi (bandiera) | P     | Sjaak Storm      |
|    | Paesi Bassi (bandiera) | D     | Peter Boeve      |
|    | Paesi Bassi (bandiera) | D     | Winnie Haatrecht |
|    | Paesi Bassi (bandiera) | D     | Ronald Koeman    |
|    | Paesi Bassi (bandiera) | D     | Keje Molenaar    |
|    | Paesi Bassi (bandiera) | D     | Edo Ophof        |
|    | Paesi Bassi (bandiera) | D     | Frank Rijkaard   |
|    | Paesi Bassi (bandiera) | D     | Sonny Silooy     |
|    | Paesi Bassi (bandiera) | D     | Wilco van Buuren |

| N. |                        | Ruolo | Calciatore        |
| -- | ---------------------- | ----- | ----------------- |
|    | Paesi Bassi (bandiera) | C     | Bert de Meijer    |
|    | Austria (bandiera)     | C     | Felix Gasselich   |
|    | Paesi Bassi (bandiera) | C     | Edwin Godee       |
|    | Danimarca (bandiera)   | C     | Jan Mølby         |
|    | Danimarca (bandiera)   | C     | Jesper Olsen      |
|    | Paesi Bassi (bandiera) | C     | Dick Schoenaker   |
|    | Paesi Bassi (bandiera) | C     | Richard Sneekes   |
|    | Paesi Bassi (bandiera) | C     | Gerald Vanenburg  |
|    | Paesi Bassi (bandiera) | A     | John Bosman       |
|    | Paesi Bassi (bandiera) | A     | John van 't Schip |
|    | Paesi Bassi (bandiera) | A     | Marco van Basten  |

## Statistiche

### Statistiche di squadra
| Competizione       | Punti | Totale | Totale | Totale | Totale | Totale | Totale |
| Competizione       | Punti | G      | V      | N      | P      | Gf     | Gs     |
| ------------------ | ----- | ------ | ------ | ------ | ------ | ------ | ------ |
| Eredivisie         | 51    | 34     | 22     | 7      | 5      | 100    | 46     |
| KNVB beker         | -     | 4      | 2      | 1      | 1      | 14     | 4      |
| Coppa dei Campioni | -     | 2      | 0      | 1      | 1      | 0      | 2      |
| Totale             |       | 40     | 24     | 9      | 7      | 114    | 52     |

### Statistiche individuali
- Capocannoniere della Eredivisie
  - Marco van Basten (28 gol)